# 日本证券业协会
日本证券业协会（日语：日本証券業協会）是一个日本的证券业的自律性组织和监管性机构，现任会长是铃木茂晴。

## 历史
1940年前身东京府有价证券业协会在日本东京成立。1946年更名为东京都有价证券业协会，1947年更名为东京证券业协会，1949年日本全国各地协会联合成立日本证券业协会联合会。1973年7月成立社团法人，1992年改组为现在名字。2018年10月与中国证券业协会签署深化合作谅解备忘录。
协会旨在保障证券市场交易能平稳公正进行，加强证券业的自律管理，保护投资者的合法权益。